# Port lotniczy Wełes
Port lotniczy Veles – port lotniczy położony w Wełesie. Jest to szósty co do wielkości port lotniczy Macedonii Północnej.